# Epiphaniaskirche (Mannheim)

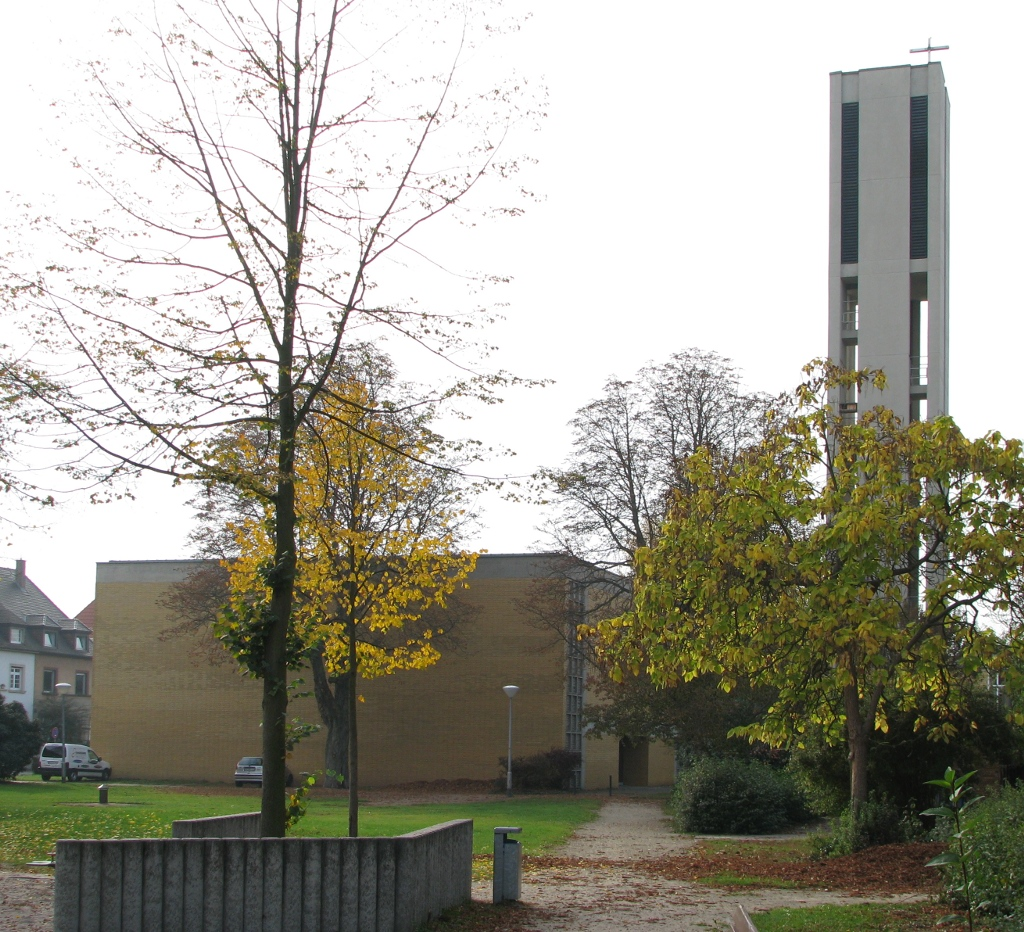
Epiphaniaskirche

Die Epiphaniaskirche ist eine evangelische Kirche im Mannheimer Stadtteil Feudenheim. Sie wurde zwischen 1963 und 1965 nach den Plänen von Albrecht Lange und Hans Mitzlaff erbaut.

## Geschichte
Vor und nach der Jahrhundertwende um 1900 wuchs die evangelische Gemeinde der Johanneskirche in Feudenheim rasch an. Hatte sie 1887 noch 2304 Mitglieder, so waren es 1910 4476 und 1939 bereits 6647. Im Jahr 1935 wurde daher ein Grundstück für den Bau einer zweiten Kirche gekauft und 1939 ein Architektenwettbewerb ausgelobt. Der Ausbruch des Zweiten Weltkriegs verhinderte aber alle weiteren Pläne. 1954 wurde dann die Johannesgemeinde in eine West- und eine Ostpfarrei geteilt.
Nachdem die Westpfarrei bereits 1957 ein eigenes Gemeindehaus erhalten hatte, wurde endlich am 3. November 1963 der Grundstein für die Kirche gelegt, für deren Pläne die Mannheimer Architekten Albrecht Lange und Hans Mitzlaff verantwortlich zeichneten. Der Glockenturm erhielt bereits im Jahr darauf sein Geläut und am 7. März 1965 konnte die Einweihung der Kirche gefeiert werden. Sie wurde nach Epiphanias dem Hochfest der Erscheinung des Herrn benannt. 2007 schlossen sich die beiden Feudenheimer Gemeinden aufgrund der zurückgegangenen Mitgliederzahlen wieder zusammen.

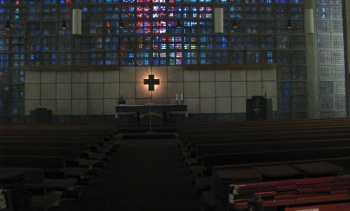
Innenraum

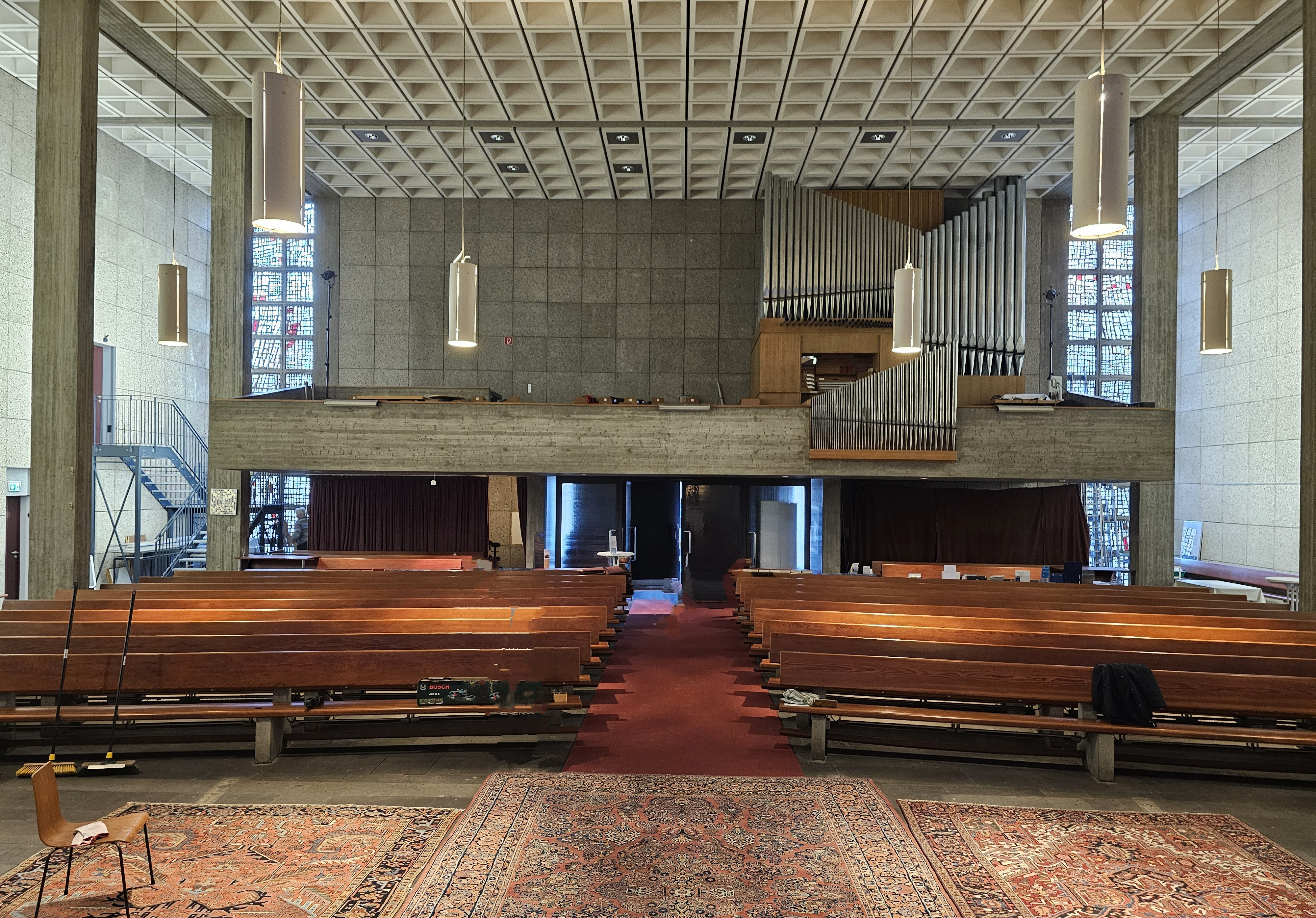
Blick zur Orgel

Aufgrund eines Gutachtens von 2014, das einen Sanierungsaufwand in Höhe von deutlich über 2 Millionen Euro ausweist, wird die Existenz der Kirche in Frage gestellt. Gegen einen möglichen Abriss gab es allerdings Proteste aus der Feudenheimer Bevölkerung. So gründeten sich zwei Vereine, die den Erhalt der Kirche als Kulturkirche Epiphanias als Ziel haben. Die Kirche wird aktiv genutzt und es finden weiterhin Gottesdienste statt.

## Beschreibung
Die Epiphaniaskirche befindet sich im Nordwesten von Feudenheim. Der kubische, gelb verklinkerte Bau steht zurückgesetzt zwischen Glockenturm und Gemeindehaus. Die nüchterne Frontfassade besitzt an den Seiten vertikale Lichtbänder während die Seitenfassaden fensterlos sind. An der Wand wurde 2008 die Plastik „Sternkreuz“ des Kunstschmieds Christian Traubel angebracht. Er hatte sie in den 1980er Jahren für die Landeszentralbank geschaffen, die sie nach der Schließung der Mannheimer Filiale der Epiphaniasgemeinde stiftete.
Der Gottesdienstraum ist mit Stützen dreischiffig gegliedert. Die Altarwand ist komplett aufgelöst mit in Betonwaben eingelassenem, blauem Glas, nach einem Entwurf von Emil Kiess. Die Orgel der Gebrüder Mann aus dem Jahr 1966 besitzt 39 Register auf drei Manualen und Pedal und wurde 2022 von Orgelbau Lenter generalsaniert und überarbeitet. Der 28,5 Meter hohe Turm hat fünf Glocken.